# Parafia św. Mikołaja w Wierzbnie
Parafia św. Mikołaja w Wierzbnie – znajduje się w dekanacie Oława w archidiecezji wrocławskiej. Erygowana w XIV wieku.
Obsługiwana przez księży archidiecezjalnych. Jej proboszczem jest ks. mgr lic. Jan Baszak.

## Parafialne księgi metrykalne
| Księgi metrykalne | Okres ewidencji |
| ----------------- | --------------- |
| chrztów           | 1882 -          |
| ślubów            | 1860 -          |
| zgonów            | 1950 -          |